# Caperonia paraguayensis
Caperonia paraguayensis är en törelväxtart som beskrevs av Ferdinand Albin Pax och Käthe Hoffmann. Caperonia paraguayensis ingår i släktet Caperonia och familjen törelväxter.
Artens utbredningsområde är Paraguay. Inga underarter finns listade i Catalogue of Life.